# Jacopo da Montagnana
Jacopo da Montagnana, nome con cui è comunemente conosciuto Jacopo Parisati (Montagnana, 1440/1443 – Padova, 1499), è stato un pittore italiano.
Fu uno dei maggiori interpreti dell'arte pre-rinascimentale veneta del quattrocento.

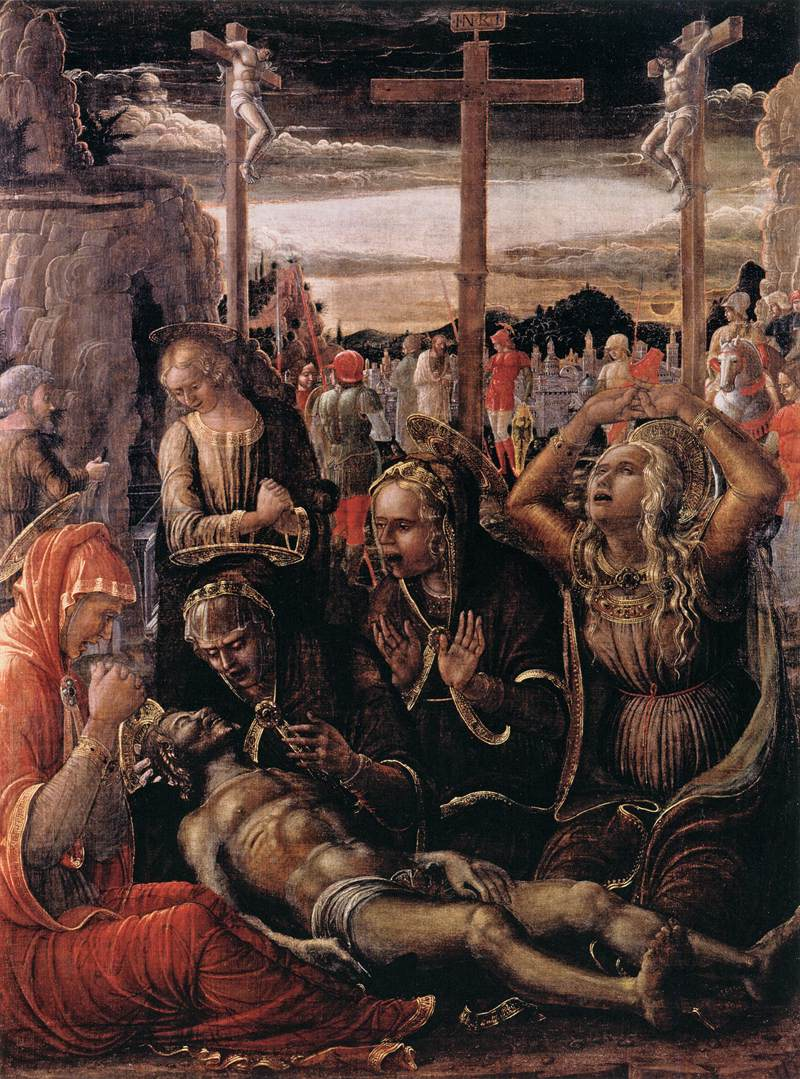
Il lamento di Cristo, pala attribuita a Jacopo da Montagnana custodita nel Niedersächsisches Landesmuseum di Hannover

## Biografia
Ancora adolescente, si trasferì a Padova per imparare il mestiere nella bottega di tal Francesco Bazelieri, poco noto artista bolognese. Jacopo viene citato dal Vasari ne "Le vite de' più eccellenti architetti, pittori, et scultori italiani, da Cimabue insino a' tempi nostri", in cui si attribuisce al pittore veneziano Giovanni Bellini l'influenza artistica subita da Jacopo in gioventù. Alcuni storici dell'arte (Merkel, 2002) ipotizzano che abbia trascorso un periodo di apprendistato nella bottega del Bellini a Venezia, durante il quale avrebbe collaborato con lui dal 1461 al 1470 alla realizzazione di alcuni polittici, ed eseguito in proprio altri dipinti e affreschi nella città lagunare.
Il suo più grande maestro fu però il Mantegna, che tra il 1457 ed il 1459 dipinse a Padova la pala per l'altare maggiore della famosa basilica di San Zeno di Verona. L'esempio del grande padovano gli avrebbe fatto da guida per le sue opere della maturità. Dal 1469 fu membro della corporazione dei pittori padovani.
Fu molto attivo eseguendo dipinti nelle chiese e nei conventi del padovano, ma quelli che sono considerati i suoi capolavori sono gli affreschi tuttora conservati nel Santuario di Monteortone, ad Abano Terme, nella Cappella Barozzi del museo diocesano di Padova, nel palazzo del Consiglio dei Nobili di Belluno, nel Duomo di Montagnana e la Deposizione nella Chiesa di Santa Maria dei Servi a Padova.
Gli viene attribuita l'opera Il lamento di Cristo, tempera su tela che si trova nel Niedersächsisches Landesmuseum di Hannover. Viene indicato come il possibile esecutore di alcuni affreschi presenti in una cappella della basilica di Sant'Antonio di Padova e nel chiostro adiacente alla basilica stessa. Oltre alle opere pittoriche, celebri sono i suoi disegni ornamentali per le vesti di papa Sisto IV, eseguiti nel 1472.

## Riconoscimenti
A Montagnana gli è stato intitolato uno degli Istituti di istruzione superiore della città.
I comuni di Padova e di Pernumia gli hanno intitolato una strada.